# Scopula dismutata
Scopula dismutata är en fjärilsart som beskrevs av Achille Guenée 1858. Scopula dismutata ingår i släktet Scopula och familjen mätare. Inga underarter finns listade.